# Imara (Saaremaa)
Imara is een plaats in de Estlandse gemeente Saaremaa, provincie Saaremaa. De plaats heeft de status van dorp (Estisch: küla).
Tot in oktober 2017 hoorde Imara bij de gemeente Salme. In die maand werd Salme bij de fusiegemeente Saaremaa gevoegd.

## Bevolking
Het dorp had 30 inwoners op 31 december 2011 en ook 30 inwoners op 31 december 2021.

## Ligging
Het dorp ligt op het schiereiland Sõrve, onderdeel van het eiland Saaremaa.

## Geschiedenis
Imara werd voor het eerst genoemd in 1592 als boerderij onder de naam Hans Himmerens en in 1798 voor het eerst als dorp onder de naam Imera. Het dorp viel onder het landgoed van Tiinuse (Duits: Ficht). Het dorp Tiinuse werd in 1945 herdoopt in Mõisaküla en verdween in oktober 2017 van de kaart, toen het bij het buurdorp Kaugatoma werd gevoegd.
Tussen 1977‐1997 heette het dorp Imari.